# Friedrich Laibach
Friedrich Laibach (* 2. April 1885 in Limburg an der Lahn; † 5. Juni 1967 ebenda) war ein deutscher Botaniker. Sein offizielles botanisches Autorenkürzel lautet „Laib.“.

## Leben und Wirken
Laibach wurde 1907 an der Universität Bonn promoviert (bei Eduard Strasburger). 1919 habilitierte er sich am Botanischen Institut der Goethe-Universität in Frankfurt am Main, unterrichtete aber auch an der Frankfurter Wöhlerschule. Nach der „Machtergreifung“ der Nationalsozialisten trat er zum 1. Mai 1933 der NSDAP bei (Mitgliedsnummer 2.402.483) und war von 1934 bis 1945 Ordinarius und Direktor des Botanischen Instituts an der Goethe-Universität. Außerdem übernahm er von 1934 bis 1936 hochschulpolitische Führungsaufgaben als Leiter der Dozentenschaft an der Universität Frankfurt/Main. 1945 wurde er aus politischen Gründen entlassen. Ab 1946 war er als Leiter des biologischen Forschungsinstituts Limburg tätig.

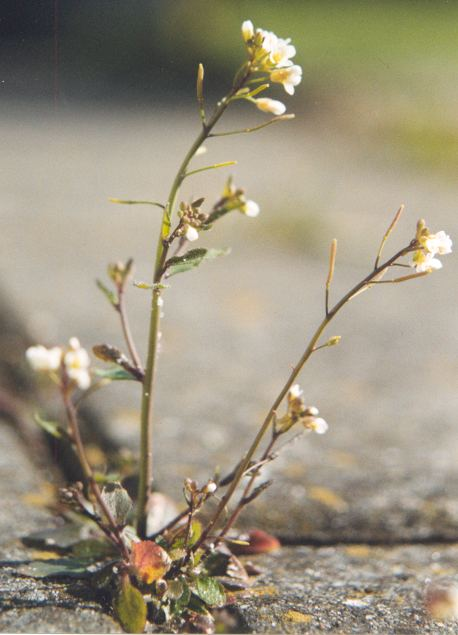
Arabidopsis thaliana, die Pflanze, deren Erforschung Laibachs internationalen Ruf begründete

## Wissenschaftliche Leistungen
Laibach gilt als Begründer der experimentellen Arabidopsis-Forschung; die Acker-Schmalwand (Arabidopsis thaliana) ist ein Ackerunkraut, das er in seiner Promotionsarbeit über die Chromosomensätze von Pflanzen untersuchte. Auf Laibachs Forschungen aufbauend, entwickelte sich die Acker-Schmalwand in den folgenden Jahrzehnten zum Modellorganismus für die Zellbiologie, Molekularbiologie und Genetik von Pflanzen, weswegen sie heute in der Botanik eine vergleichbar herausgehobene Stellung einnimmt wie die Fruchtfliege Drosophila melanogaster oder das Bakterium Escherichia coli in ihren jeweiligen Fachgebieten.
Laibach war zudem einer der Pioniere der Wuchsstoffphysiologie, die sich mit den biochemischen Einflussfaktoren auf den Pflanzenwuchs befasst.